# Melcha trossulus
Melcha trossulus är en stekelart som först beskrevs av Tosquinet 1903.  Melcha trossulus ingår i släktet Melcha och familjen brokparasitsteklar. Inga underarter finns listade i Catalogue of Life.